# بتسنشتاين
بتزن‌اشتاين (بالألمانية: Betzenstein) هي بلدة ألمانية تقع في ألمانيا في بافاريا.